# البطولة الكندية 2014
البطولة الكندية لكرة القدم 2014 (بالإنجليزية: 2014 Canadian Championship)‏ هو الموسم 7 من البطولة الكندية لكرة القدم. أقيم خلال الفترة 23 أبريل 2014 وحتى 4 يونيو 2014، وأشرف على تنظيمه اتحاد كندا لكرة القدم، وكان عدد الأندية المشاركة فيه 5، وفاز فيه إمباكت مونتريال.